# Czalus
Czalus (perski: چالوس) – miasto w Iranie, w ostanie Mazandaran. W 2006 roku miasto liczyło 44 618 mieszkańców w 12 791 rodzinach.